# Andre Owens (basket-ball, 1980)
Pour les articles homonymes, voir Andre Owens et Owens.
Andre Owens, né le 31 octobre 1980, à Indianapolis, dans l'Indiana, est un joueur américain, naturalisé bulgare de basket-ball. Il évolue aux postes de meneur et d'arrière.

## Palmarès
- Coupe de Bulgarie 2012